# Art Torres

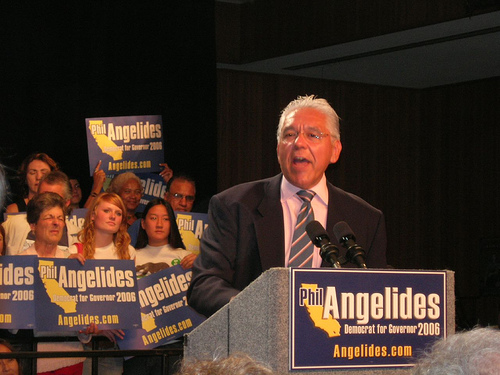
Art Torres

Arthur „Art“ Torres (* 1946 in Los Angeles) ist ein US-amerikanischer Politiker der Demokratischen Partei.

## Leben
Torres studierte Rechtswissenschaften an der University of California, Santa Cruz. Von 1975 bis 1982 war er Abgeordneter in der California State Assembly. Von 1983 bis 1994 war er Senator im Senat von Kalifornien. Von 1996 bis 2009 war Torres als Nachfolger von Bill Press Parteivorsitzender der Demokratischen Partei in Kalifornien. Ihm folgte als Parteivorsitzender in Kalifornien John Lowell Burton. 2009 outete sich Torres in der Öffentlichkeit als homosexuell. Er wohnt mit seinem Lebenspartner Gonzalo Escudero in San Francisco und hat zwei Kinder.

## Auszeichnungen und Preise (Auswahl)
- 2013: Silver SPUR Award: Art Torres[3]